# Jonas Henrik Gistrén
Jonas Henrik Gistrén, född 7 juni 1767, död 21 maj 1847, svensk läkare. 
Gistrén är idag mest känd som en av Svenska Läkaresällskapets stiftare (instiftades 1808 av honom och Berzelius, Gadelius, Hagströmer, Schulzenheim, Trafvenfeldt och Gahn).

## Biografi
Gistréns föräldrar var stadsläkaren Lars Gistrén och Katarina Klintorph som bodde i Karlshamn. Han började studera medicin i Lund 1784 och blev medicine licentiat 1793. 1794 promoverades Gistrén till medicine doktor och blev även förordnad till adjunkt i obstetrik vid Allmänna barnbördshuset i Stockholm. Han har även blivit berömd för sin forskning på förlossningar. Redan 1798 blev Gistrén professor och var en av stiftarna av Svenska Läkaresällskapet 1808, där han blev hedersledamot 1817. Samma år gifte sig Gistrén med Brita Kristina Hambraeus. Gistrén var även ledamot av Vetenskapsakademien från 1804 och Medicinska societeten i Köpenhamn. Han dog den 21 maj 1847 i Stockholm.
Som kuriosum kan nämnas att Lars Gistrén var syssling med Carl von Linné.